# Gustav Jensen (teolog)
 For alternative betydninger, se Gustav Jensen. (Se også artikler, som begynder med Gustav Jensen)
Gustav Margerth Jensen (født 13. juli 1845 i Drammen, død 2. november 1922 i Kristiania) var en norsk præst og teologisk forfatter, bror til Olaf Scheveland Jensen.
Jensen blev student i 1863, cand. theol. i 1868. 1871—74 var han folkehøjskolelærer i Skoger, 1874—79 personel kapellan hos sognepræsten til Vestre Aker (de 3 første år den kendte Jørgen Moe). Han besøgte 1880 på en længere rejse Orienten og det hellige Land, og blev i 1881 lærer i homiletik, liturgik og pastoralteologi ved det praktiskteologiske seminarium. Han gik i 1888 atter over i gejstlig virksomhed som trediepræst ved Trefoldigheds Menighed i Kristiania, hvorfra han i maj 1895 vendte tilbage til sin tidligere stilling som hovedlærer ved Pastoralseminariet. I 1902 blev han stiftsprovst i Kristiania, fra hvilket embede han tog sin afsked i 1911. 
Jensen hørte til den kreds af norske præster, som med en solid teologisk uddannelse forener studier af litteratur, filosofi og naturvidenskab, og som havde et åbent blik for sociale og politiske spørgsmål. I besiddelse af kunstnerisk formsans, litterære interesser og en evne til fremstilling, som i visse måder minder om præsten Chr. Richardt, har Jensen i "Luthersk Ugeskrift", i "Luthersk Kirketidende" (hvoraf han blev medudgiver 1887) og i flere andre tidsskrifter og blade offentliggjort en stor mængde teologiske afhandlinger, navnlig over pastoralteologiske og liturgiske spørgsmål, foruden studier over Bjørnson, Ibsen og den moderne digtning i det hele. En frugt af hans virksomhed som præstelærer er Afhandlinger om Gudstjeneste og Menighedsliv (1887), Indledning i Præstetjenesten (1888, 4. oplag 1916), som også er udkommet på finsk og tysk, og Kristenlæren i kort Fremstilling (1899, 4. oplag 1914). En samling af hans Prædikener paa Kirkeaarets Søn- og Helligdage udkom 1898 og en ny samling Fra Menighedsforsamlingen 1905. 
Som prædikant nød Jensen en enestående anseelse, og kirkens og menighedens gerning havde i ham en af sine mest varmhjertede og talentfulde talsmænd. Både som praktisk præstelærer og som præst og forfatter har han øvet en meget stor indflydelse både i og udenfor sin stand. Bevægelsen for "en fri folkekirke" og for menighedernes selvstyre har han ikke blot støttet med sin deltagelse i arbejdet og sin store autoritet, men han har gennem sit arbejde for de selvstyrende og selvunderholdende "småkirker" i Kristiania givet stødet til en kirkelig "indremission", hvis velsignede frugter ligger åbne i dagen. I reformarbejdet på det liturgiske område har han været den drivende kraft. Sammen med sin ven W.K. Hesselberg udgav han 1883 Udkast til en forandret Højmesseliturgi, og den nye alterbog af 1889 var for en væsentlig del hans værk. Efter sin afsked fra præstetjenesten har han udarbejdet Forslag til en revideret Salmebog for den norske Kirke (2. oplag 1915). Efter at være underkastet revision af en komité blev Landstads reviderte salmebok «autoriseret til brug ved den offentlige gudstjeneste i Norge ved de kongelige resolutioner af 8. oktober 1920 og 15. februar 1924».
Et indblik i Jensens højt udviklede åndsliv giver de to ypperlige bøger Tanker og Opgaver (4. oplag 1908) og Træk af et Livssyn (2. oplag 1917). Af hans andre arbejder kan nævnes En Folkekirkes Betydning og Opgaver (1898), De nuværende Vilkaar for den norske Kirkes Præstetjeneste (1898), Den religiøse Trang og dens Ret. Et Foredrag for unge Mennesker (1896), Om Daaben (1897), En Fejl ved den moderne Teologi (1909), Om Menigheds-Gudstjenesten (1913).